# António Sérgio Ferreira
António Sérgio Ferreira é um Maestro português e regente artístico do Orfeão Universitário do Porto.

## Biografia
António Sérgio iniciou o seu percurso musical na classe de violino do Professor Cunha e Silva, no Conservatório de Música do Porto. Foi mais tarde membro da Orquestra Portuguesa da Juventude e bolseiro da Fundação Calouste Gulbenkian.
Ingressou no Ensino Superior na Universidade do Porto, no curso de Geografia da Faculdade de Letras, tendo pertencido ao Orfeão Universitário do Porto e dirigido alguns dos seus grupos, tendo composto arranjos musicais para a Tuna Universitária do Porto.
A partir de 1995 torna-se Diretor Artístico e Maestro titular do Coral do Instituto de Ciências Biomédicas Abel Salazar (CICBAS), tendo exercido essas funções até 2022.  Entre as suas colaborações, conta-se o trabalho com o Maestro Marc Tarde e a Orquestra Nacional do Porto na preparação da Carmina Burana de Carl Orff. Na área da docência, foi Professor do Curso Livre de Bandolim na Escola Superior de Música do Porto.
Academicamente, concluiu o Curso Superior de Direção de Coro e Orquestra, onde teve como principais professores o Maestro Manuel Ivo Cruz e o Maestro Gerald Kegelmann. Concluiu também uma pós graduação em Música Teatral, vertente de Direção na Universidade de Sheffield. É professor no Conservatório de Música da Maia e Conservatório de Música de Vila Real.
A partir de Janeiro de 2006 torna-se Regente Artístico do Orfeão Universitário do Porto.